# Graniczna Placówka Kontrolna Krościenko
Graniczna Placówka Kontrolna Krościenko – zlikwidowany pododdział Wojsk Ochrony Pogranicza wykonujący kontrolę graniczną osób, towarów  i środków transportu bezpośrednio przejściach granicznych na granicy z ZSRR.
Graniczna Placówka Kontrolna Straży Granicznej w Krościenku – zlikwidowana graniczna jednostka organizacyjna Straży Granicznej wykonująca kontrolę graniczną osób, towarów i środków transportu bezpośrednio w przejściach granicznych na granicy z Ukrainą

## Formowanie i zmiany organizacyjne
W 1951, w związku z wymianą odcinków granicznych między Polską a ZSRR, w strukturach 26 Brygady WOP sformowano nową graniczną placówkę kontrolną GPK Krościenko (kolejowe) na granicy polsko-radzieckiej według etatu nr 7/57. W 1952, graniczna placówka kontrolna została włączona w etat 19 B WOP nr 352/12.
Graniczna Placówka Kontrolna w Krościenku, 24 kwietnia 1957 była w strukturach Samodzielnego Oddziału Zwiadowczego WOP Przemyśl, od 15 lipca 1957 26 Oddziału WOP, a od 27 listopada 1959 i jeszcze 13 grudnia 1973 funkcjonowała w strukturach 26 Przemyskiego Oddziału WOP.
Straż Graniczna:
W 2000 począwszy od Komendy Głównej SG, Oddziałów SG i na końcu strażnic SG oraz GPK SG, rozpoczęła się reorganizacja struktur Straży Granicznej związana z przygotowaniem Polski do wstąpienia do Unii Europejskiej i przystąpieniem do Traktatu z Schengen. Podczas restrukturyzacji wprowadzono kompleksową ochronę granicy już na najniższym szczeblu organizacyjnym, tj. strażnica i graniczna placówka kontrolna. Wprowadzona całościowa ochrona granicy zniosła podział na graniczne jednostki organizacyjne ochraniające tylko tzw. „zieloną granicę” i prowadzące tylko kontrole ruchu granicznego. W wyniku tego nastąpiło zniesienie Strażnicy SG w Ustrzykach Dolnych, a ochraniany odcinek przejęła wraz z obiektami i obsadą etatową Graniczna Placówka Kontrolna SG w Krościenku.
Jako Graniczna Placówka Kontrolna Straży Granicznej w Dorohusku funkcjonowała do 23 sierpnia 2005 i 24 sierpnia 2005, Ustawą z 22 kwietnia 2005 O zmianie ustawy o Straży Granicznej..., została przekształcona na jako Placówka Straży Granicznej w Krościenku (PSG w Krościenku) w strukturach Bieszczadzkiego Oddziału Straży Granicznej .

## Ochrona granicy
Straż Graniczna:
2 stycznia 2003 GPK SG w Krościenku przejęła pod ochronę odcinek granicy państwowej z Ukrainą, po rozformowanej strażnicy SG w Ustrzykach Dolnych.

### Podległe przejście graniczne

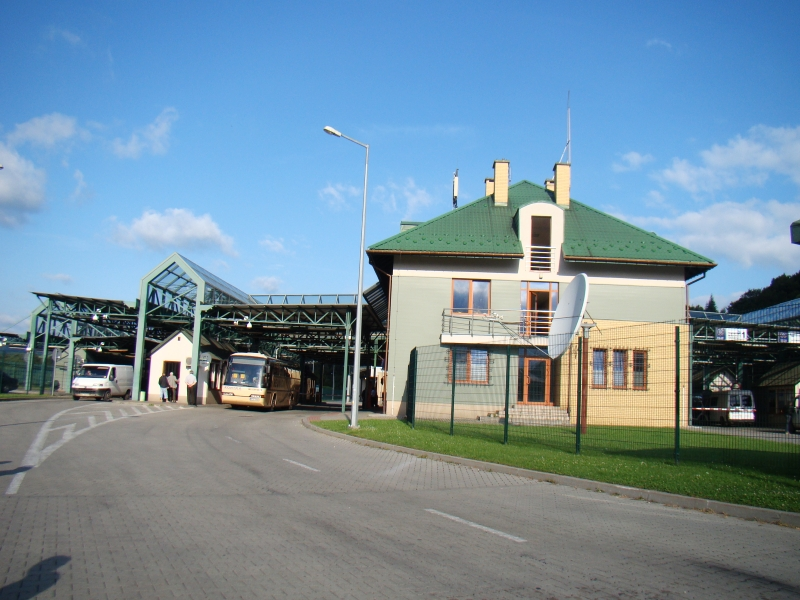
Przejście graniczne Krościenko-Smolnica, widok od strony RP (sierpień 2011)

- Krościenko-Chyrów – kolejowe (od 1951)

Straż Graniczna:
- Krościenko-Chyrów – kolejowe (od 29.05.1994)[4]
- Krościenko-Smolnica – drogowe (od 20.11.2002)[4] [3].

## Sąsiednie strażnice
- Strażnica SG w Wojtkowej – Strażnica SG w Lutowiskach – od 2.01.2003
- Strażnica SG w Wojtkowej – Strażnica SG w Czarnej Górnej – od 23.03.2004.

## Dowódcy/komendanci granicznej placówki kontrolnej
- por. Longin Derlatko (do 1954)
- mjr Czesław Kłos (24.04.1957–13.12.1973)[2].